# Ravenna-moskee
De Ravenna-moskee is een moskee gelegen in de stad Ravenna in het noorden van Italië. Het is de tweede grootste moskee van Italië, na de moskee in Rome.
De bouw kostte 1,3 miljoen euro, waarvan 800.000 afkomstig was van Qatar Charity en werd ingehuldig op 4 oktober 2013. De moskee wordt beheerd door het Centrum voor Islamitische Cultuur en Studies van Romagna (CCSIR)